# Abachalypse Now
ABachalypse Now es un álbum en vivo del músico canadiense Sebastian Bach, publicado el 25 de marzo de 2013. Contiene material en directo extraído de tres presentaciones en Francia, Bélgica y Los Ángeles, Estados Unidos, en el 2012. El álbum contiene canciones de su anterior banda Skid Row y de su álbum solista Kicking & Screaming.

## Lista de canciones

### Disco Uno
1. "Slave to the Grind"
2. "Kicking & Screaming"
3. "Here I Am"
4. "Big Guns"
5. "Piece of Me"
6. "18 & Life"
7. "American Metalhead"
8. "Monkey Business"
9. "I Remember You"
10. "Youth Gone Wild"

### Disco Dos
1. "Big Guns"
2. "(Love Is) a Bitch Slap"
3. "Piece of Me"
4. "18 & Life"
5. "American Metalhead"
6. "Monkey Business"
7. "I Remember You"
8. "TunnelVision"
9. "Youth Gone Wild"

## Créditos
- Sebastian Bach - voz
- Jason Christopher - bajo
- Johnny Chromatic - guitarra
- Bobby Jarzombek - batería
- Nick Sterling - guitarra